# 8. Jahrhundert
Portal Geschichte | Portal Biografien | Aktuelle Ereignisse | Jahreskalender | Tagesartikel

◄ |
6. Jh. |
7. Jh. |
8. Jahrhundert
| 9. Jh.
| 10. Jh.
| ►

700er |
710er |
720er |
730er |
740er |
750er |
760er |
770er |
780er |
790er

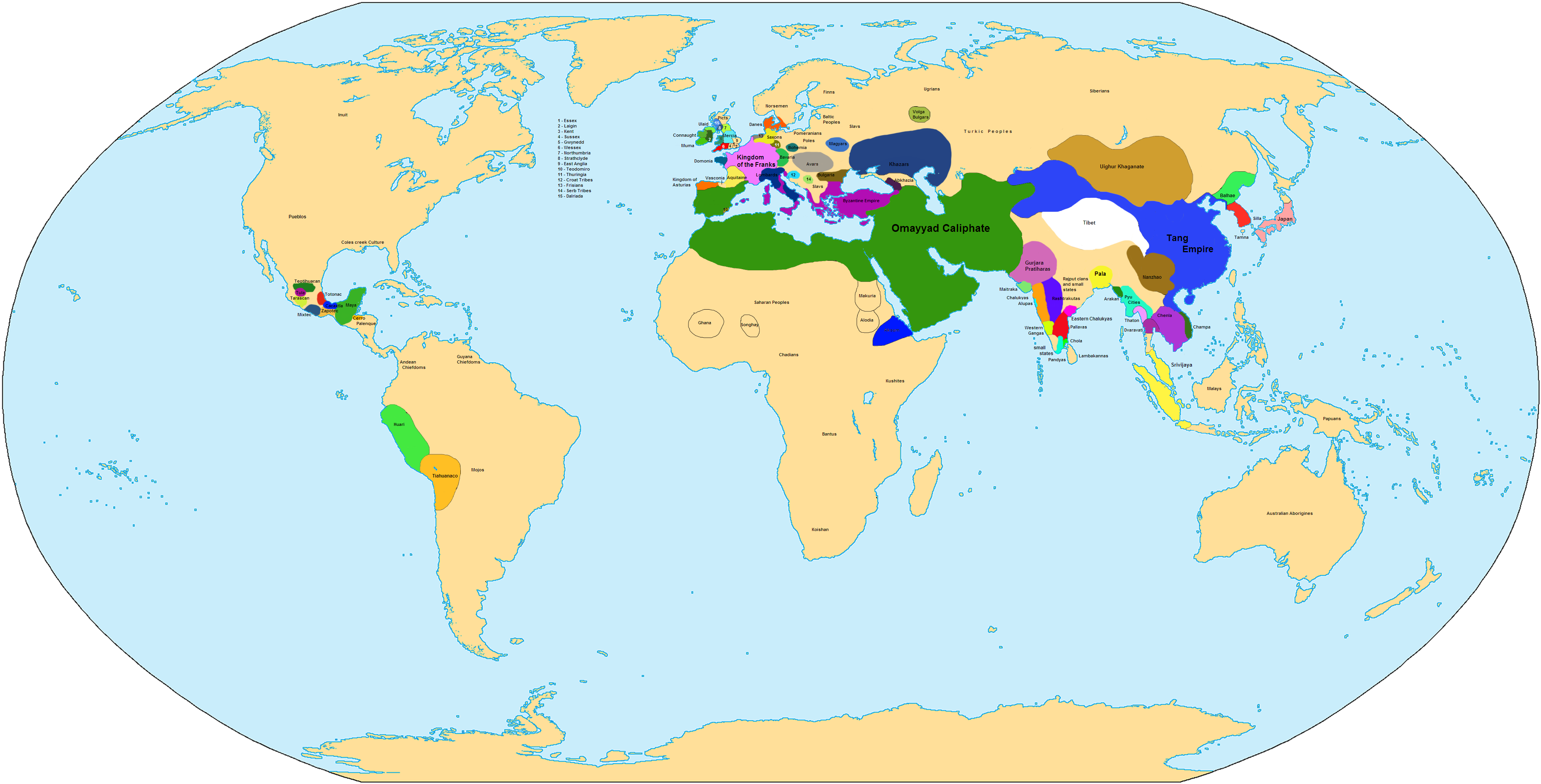
Globale territoriale Situation um 750

Das 8. Jahrhundert begann am 1. Januar 701 und endete am 31. Dezember 800. Die Weltbevölkerung in diesem Jahrhundert wird auf 200 bis 300 Millionen Menschen geschätzt. In Europa übernahmen die Karolinger die Macht im Frankenreich und beherrschten am Ende des Jahrhunderts große Teile des Kontinents. Das byzantinische Reich blieb trotz zahlreicher Angriffe stabil. Im Zuge der im vorherigen Jahrhundert begonnenen islamischen Expansion fielen weitere Gebiete, wie die Iberische Halbinsel und große Teile Zentralasiens, unter muslimische Herrschaft. Zur Jahrhundertmitte übernahm die Abbasiden-Dynastie, die die Dominanz der Araber in der muslimischen Welt beendete, das Amt des Kalifen. China erreichte unter den Tang eine große wirtschaftliche und kulturelle Blüte, bis Mitte des Jahrhunderts eine Periode des Umbruchs begann.

## Europa
In Europa ist dieses Jahrhundert Teil des Frühmittelalters (ca. 500–1050).

### Frankenreich

Die Ausdehnung des Frankenreichs 481 bis 814

#### Politische Entwicklung

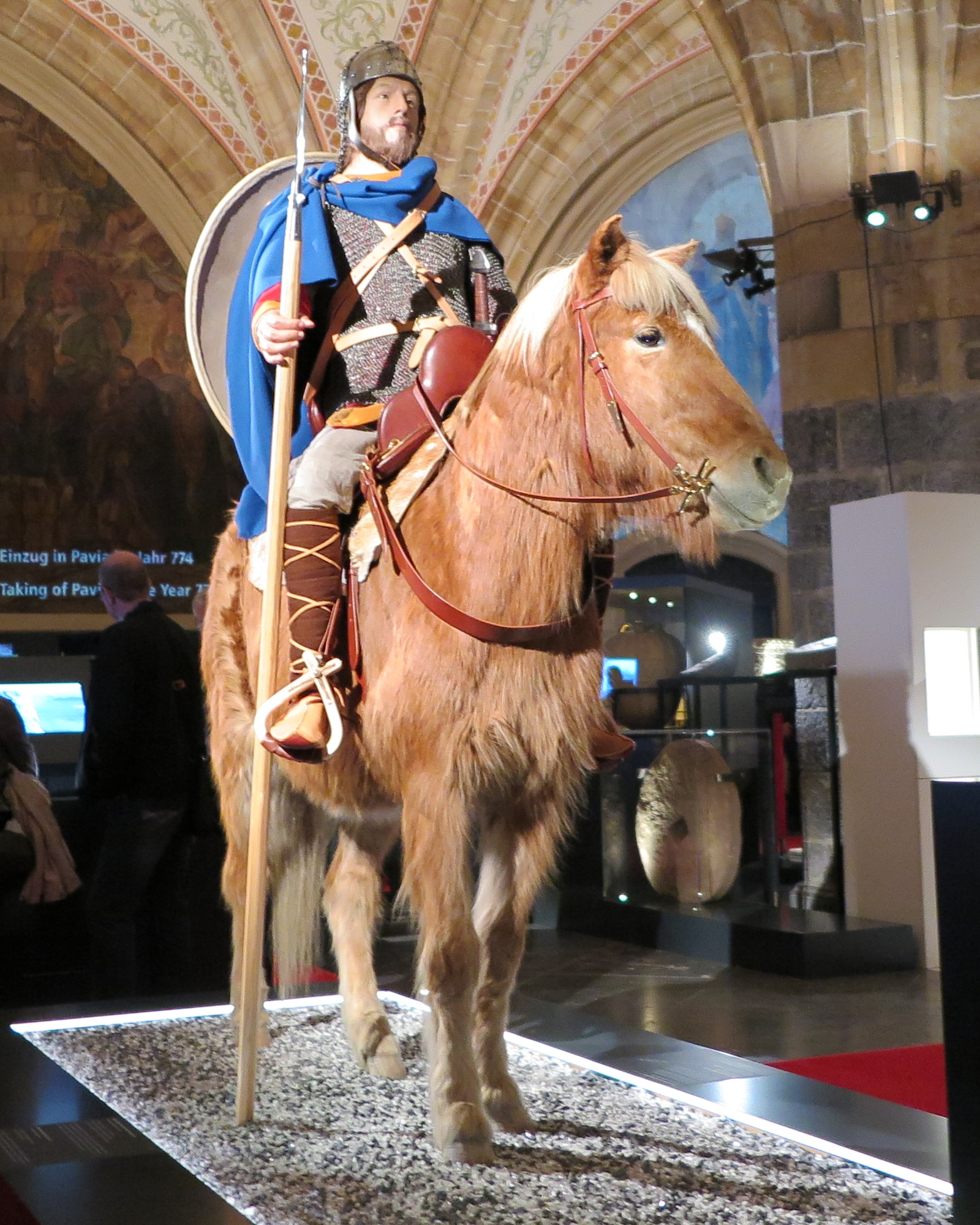
Typische Ausstattung eines karolingischen Panzerreiters des 8. Jahrhunderts.

Europa wurde im 8. Jahrhundert durch den Aufstieg des Fränkischen Reiches und der Karolinger geprägt. Bis zum Jahr 714 regierte Pippin der Mittlere als Hausmeier das Frankenreich. Er unterstand weitgehend nur noch formal den merowingischen Königen, die einen großen Teil ihrer faktischen Macht eingebüßt hatten. Nach seinem Tod setzte sich sein Sohn Karl Martell als sein Nachfolger durch, der den Karolingern die Führungsposition endgültig sicherte. Im Gegensatz zu ihm strebte dessen Sohn und Nachfolger, Pippin der Jüngere, die Königswürde an. Nach der Absetzung des letzten merowingischen Königs, ließ er sich selbst als König ausrufen. Pippins Erbe, Karl der Große, dehnte die Grenzen des Frankenreiches durch regelmäßig durchgeführte Kriegszüge, gegen die Langobarden, die Awaren und die Sachsen, stark aus und beherrschte schließlich West- und Zentraleuropa und einen großen Teil der Italienischen Halbinsel.
Zu Beginn des Jahrhunderts hatten lokale Herrscher im Frankenreich einen hohen Grad an Selbständigkeit. So regierten Herzöge über einige Reichsteile mit weitreichenden Befugnissen. Die Karolinger waren bestrebt, die Macht der lokalen Regenten zu ihren Gunsten zu verringern. Dazu entmachteten sie schrittweise alle Herzöge. Ferner etablierte insbesondere Karl der Große eine auf ihn ausgerichtete lokale Herrschaftsstruktur, die Grafschaftsverfassung genannt wird. Grafen waren vom König eingesetzte und ihm rechenschaftspflichtige Amtsträger. Teilweise gehörte ihnen das Land, über das sie Herrschaftsrechte hatten, teilweise bekamen sie es vom König zur Verfügung gestellt. In den von ihm eroberten Gebieten setzte Karl Grafen ein, die sowohl ihm gewogene Adelige der eroberten Völker, als auch Adelige aus den fränkischen Kerngebieten waren. Neben den weltlichen Adeligen waren auch Bischöfe und Äbte, auf deren Einsetzung die Karolinger wesentlichen Einfluss hatten, in das System der Grafschaftsverfassung eingebunden. Diese nahmen sowohl geistliche als auch weltliche Aufgaben wahr. Ihre weltlichen Aufgaben hatten einen ähnlichen Umfang wie die der Grafen, was bei Karl dem Großen auch die aktive Teilnahme an Kriegszügen einschloss. Zur Kontrolle reiste Karl regelmäßig durch sein Reich (Reisekönigtum). Zusätzlich setzte er Königsboten ein.
Die Ernennung zum König war bei den Karolingern an das Einverständnis der Mächtigen des Volkes gebunden. Dennoch spielte auch der Gedanke der Erblichkeit des Königtums eine große Rolle. Um den Wechsel der Königsdynastie von der Familie der Merowinger zur Familie der Karolinger zu rechtfertigen, ließ Pippin der Jüngere die Zustimmung des Papstes zu diesem Schritt einholen. Die Königssalbung Pippins war ein weiterer Schritt zur Legitimation seiner Königswürde und sollte dieser einen religiösen Charakter verleihen. Die Karolinger verstanden das Königtum als ein im Auftrag Gottes geführtes Amt. Ihr Reich sollte deshalb ein christliches Reich sein. Schon Karl Martell förderte die christliche Missionierung, was seine Nachfolger vor dem Hintergrund der Idee eines christlichen Reiches fortsetzten. Die Karolinger setzten dabei auf angelsächsische Missionare, die eng mit dem Papst verbunden waren. Während Karl Martell eine militärische Unterstützung des Papstes ablehnte, unterstützte Pippin den Papst militärisch, nachdem dieser sein Königtum legitimiert hatte. Fortan sahen sich die fränkischen Könige als Schutzmacht des Papsttums, was auch die Päpste so sahen. Im Jahr 800 wurde Karl der Große dann durch den Papst zum west-römischen Kaiser gekrönt. Die Kaiserkrone gewährte ihm einen höheren Rang, aber keinen Zuwachs an Rechten. Die Krönung begründete das (west)-europäische Kaisertum des Mittelalters. Es verstand sich als ideeller Nachfolger des Kaisertums des römischen Reiches und war damit ein Konkurrent des byzantinischen Kaisertums. Im 9. Jahrhundert lösten die beiden Kaiser dieses Zweikaiserproblem, indem sie sich gegenseitig das tragen unterschiedlicher Kaisertitel einräumten.
Eine Institution der Karolinger war die Erbteilung, wobei das Erbe nach dem Tod des Königs unter den Söhnen geteilt wurde. So teilte sich Pippin die Herrschaft zunächst mit seinem Bruder Karlmann, der nach einigen Jahren ins Kloster ging. Karl der Große teilte sich die Herrschaft zunächst mit seinem ebenfalls Karlmann genannten Bruder, der drei Jahre nach Herrschaftsantritt starb.

#### Gesellschaft, Wirtschaft und Recht
Nach dem Bevölkerungsrückgang der vergangenen Jahrhunderte stieg die Bevölkerung in West- und Mitteleuropa wieder an. Dennoch beeinflussten Kriege, durch Unwetter verursachte Hungersnöte und Seuchen immer noch die Lebenserwartung der Menschen, doch die justinianische Pest verschwand Mitte des Jahrhunderts endgültig. Die Kindersterblichkeit war hoch und die Lebenserwartung lag nach überstandener Kindheit bei 44 bis 47 Jahren. Die Menschen ernährten sich überwiegend von Getreideprodukten, ferner von Milchprodukten und Gemüse.
Die Gesellschaft war stark agrarisch geprägt. Der weitaus größte Teil der Menschen wohnte in kleinen Dörfern auf dem Land. Die meisten Städte, die auf römische Gründungen zurückgingen, lagen in West- und Südeuropa. Im Zuge der fränkischen Expansion entwickelten sich auch östlich des Rheins um Klostergründungen und Bischofssitze Vorläufer städtischer Siedlungen.
Die Gesellschaft gliederte sich in Freie und Unfreie, wobei der jeweilige Status erblich war. Aus den Freien hob sich der Adel heraus, der durch Ämter privilegiert war. Freie waren rechtlich unabhängig, schuldeten dem König jedoch Kriegsdienste. Die Unfreien waren von einem Herren abhängig, der ihnen Schutz zu gewähren hatte, jedoch in vielen Lebensbereichen über sie bestimmen konnte. Die Rechte und Pflichten des Unfreien und seines Herren waren jedoch im Einzelfall sehr verschieden.
Reichtum begründete sich im Wesentlichen auf Landbesitz. Der Grund und Boden gehörte meistens Großgrundbesitzern, wie Königen, Adeligen, Bischöfen oder Klöstern. Diesen bewirtschafteten sie zum Teil mit Hilfe ihrer Unfreien selbst, andere Teile verpachteten sie an unfreie und freie Pächter. Schuldeten die freien Bauern dem Grundherren lediglich Abgaben, mussten die unfreien Pächter zusätzlich Dienstleistungen für den Herren, die Frondienste, erbringen.
Viele Kriegsdienste und immer aufwendigere Waffen und Rüstungen, die sie selber stellen mussten, waren für die Freien eine zunehmende Belastung. So hielten es zahlreiche Freie für wirtschaftlich günstiger unfreie Pächter eines Grundherrn zu werden, um von den Kriegslasten befreit zu werden. So ist eine Abnahme der nicht adeligen Freien in diesem Jahrhundert festzustellen.
Die wirtschaftlichen Quellen des Königs gründeten sich auf den Besitz der Krone, der nur einen Teil des Reichsgebietes ausmachte, und den Königsschatz.
Das fränkische Reich umfasste viele unterschiedliche Volksgruppen. Für die Angehörigen vieler Völker, wie der Sachsen, der Thüringer und der Alemannen, galt das eigene Volksrecht. Die Volksrechte ließ Karl der Große aufschreiben und teilweise anpassen.
Der Vereinheitlichung der Verhältnisse im Frankenreich und die erleichterten Herrschaftsausübung diente die Münzreform Karls des Großen. Hatte Pippin der Jüngere schon das Recht zur Ausgabe von Münzen, das Münzregal, als alleiniges Königsrecht durchgesetzt, so führte Karl den Denar als einheitliche Silbermünze im Frankenreich ein und legte fest, wie viele Münzen aus einem Pfund Silber geprägt werden durften. Geld wurde vor allem im Fernhandel eingesetzt, während auf lokaler Ebene der Tauschhandel dominierte.

### Italienische Halbinsel
In den vorherigen Jahrhunderten hatten die Langobarden große Teile der Italienischen Halbinsel vom byzantinischen Reich erobert, das zu Beginn des Jahrhunderts noch einen Landstreifen quer durch Mittelitalien, einschließlich Rom, und Gebiete im Süden der Italienischen Halbinsel beherrschte. Die Langobarden wurden durch Könige regiert, wobei Herzöge unter dem König die Herrschaft über Teilreiche ausübten. Im Laufe des Jahrhunderts brachten die Könige auch das selbständige langobardische Herzogtum Benevent unter ihre Kontrolle. Durch die Ausdehnung der Macht der Langobarden fühlten sich die Päpste, die die weltliche Herrschaft über Rom ausübten, zusätzlich bedrängt. Byzanz konnte und wollte ihnen keine Hilfe gewähren, zumal seit dem vorherigen Jahrhundert religiöse Meinungsverschiedenheiten bestanden. Nach weiteren Eroberungen byzantinischen Gebietes durch die Langobarden zur Jahrhundertmitte, rief der Papst den Frankenkönig, Pippin den Jüngeren, der sich als Schutzherr des Papsttums verstand, zu Hilfe. Dieser eroberte wesentliche Gebiete zurück und übertrug diese dem Papst. Diese Pippinsche Schenkung machte den Papst, der schon zu Beginn des Jahrhunderts eine Landzuweisung bekam, endgültig zum weltlichen Herrscher über einen größeren Flächenstaat. Dieser Kirchenstaat umfasste bis ins 19. Jahrhundert größere Territorien Mittelitaliens. Als der Papst in den 770er Jahren seine weltliche Herrschaft wiederum durch die Langobarden bedroht sah, rief er Karl den Großen zur Hilfe. Karl eroberte das ganze Langobardenreich und setzte sich als dessen König ein. Nur das südlich von Rom gelegene langobardische Herzogtum Benevent blieb selbständig.

### Iberische Halbinsel

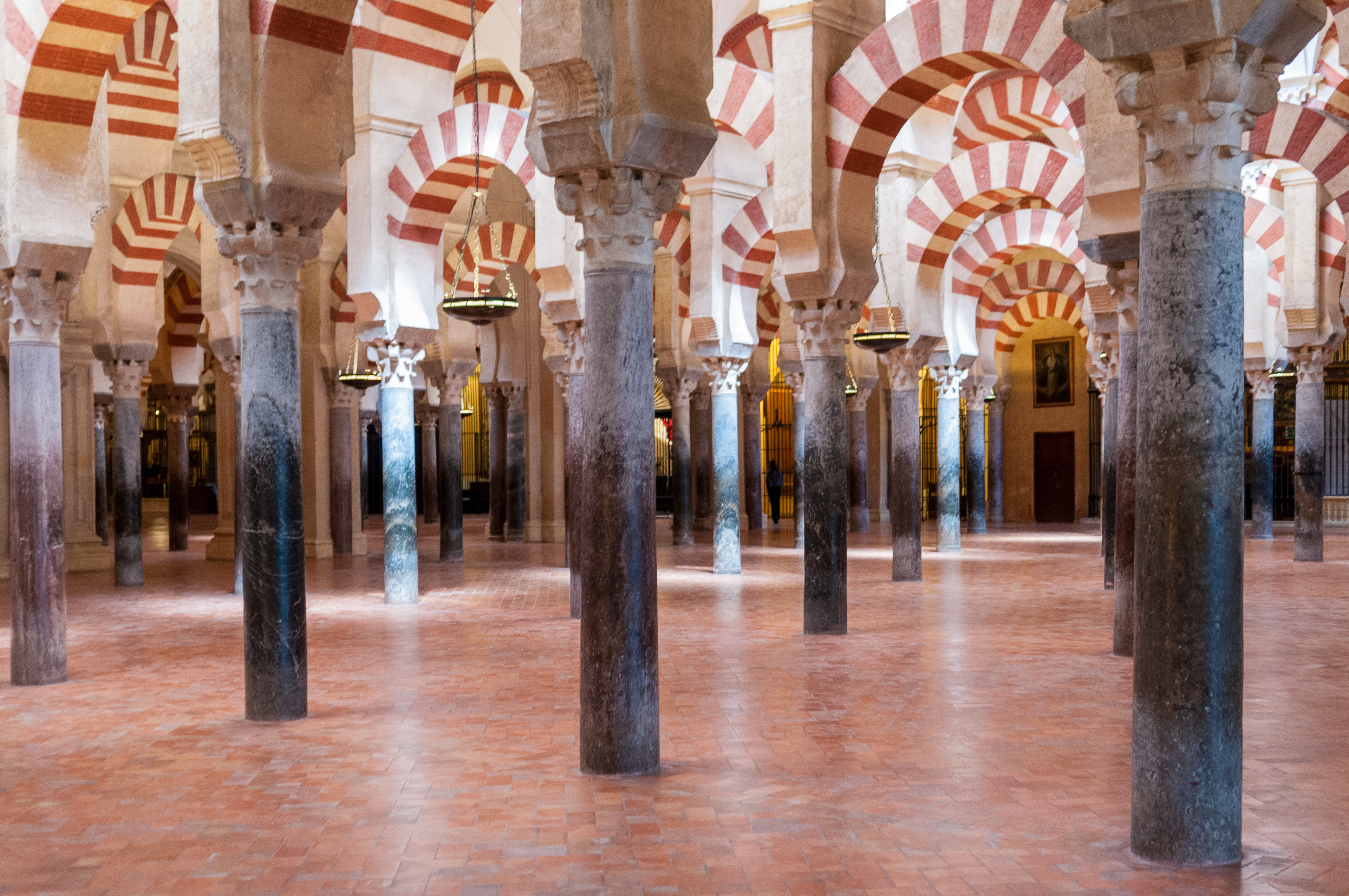
Vormalige Moschee von Córdoba

Anfang des Jahrhunderts kämpften mehrere Parteien der Westgoten auf der iberischen Halbinsel um die Macht. Ein Hilfegesuch einer der Konfliktparteien nahmen Berber und Araber zum Anlass einen großen Teil der Halbinsel zu erobern. Die Eroberung des Landes, das sie Al-Andalus nannten, erfolgte durch relativ autonom agierende muslimische Gruppen. Die Herrschaft errangen diese Gruppen neben militärischer Gewalt auch durch Verhandlungen und Bündnisse, in denen die Eroberer den regionalen Machthabern oder führenden Gruppen die Wahrung vieler ihrer angestammten Rechtspositionen zusicherten. Die Gebirge im Norden der iberischen Halbinsel blieben jedoch frei von muslimischer Herrschaft. Sie dienten gotischen Migranten als Rückzugsgebiet. In der zweiten Hälfte des Jahrhunderts konnten diese größere Gebiete im Norden der Halbinsel von den muslimischen Eroberern zurückerobern und dort das christliche Königreich Asturien zu gründen. Dieses diente als Ausgangspunkt für die Reconquista genannte Rückeroberung der muslimisch beherrschten Gebiete durch die Nachfahren der Westgoten, die im Jahr 1492 abgeschlossen wurde. Alle Gebiete, die die Muslime nördlich der Pyrenäen eroberten, wie Septimanien, wurden im selben Jahrhundert von den Franken zurückerobert. Den ersten großen militärischen Sieg gegen die muslimischen Truppen errangen die Franken unter Karl Martell in der Schlacht von Tours und Poitiers. Ob es sich hierbei um die Vereitelung eines Eroberungsversuches oder bloß um die eines Raubzuges handelte ist umstritten.
Zwischen den beiden Gruppen der Eroberer, den Berbern und den Arabern, kam es nach der Eroberung zu Spannungen und Kämpfen. Mitte des Jahrhunderts eroberte Abd ar-Rahman I. aus der Umayyaden-Dynastie die Macht in Al-Andalus und baute eine zentrale Herrschaft auf. Das von ihm gegründete Emirat von Córdoba war das erste muslimische Reich, das vom Kalifat in Bagdad formell politisch unabhängig war. In seiner Hauptstadt Córdoba wurde im Auftrag des Emirs mit dem Bau der Moschee von Córdoba begonnen.

### Übriges Europa
Das im Karpatenbecken gelegene Awarenreich geriet ab dem Jahr 788 in kriegerische Auseinandersetzungen mit dem Frankenreich. Die militärischen Erfolge der Franken in den 790er Jahren führten zur Destabilisierung der Awarenreiches, der im folgenden Jahrhundert der Untergang folgte.
In Südosteuropa lag südlich der transsilvanischen Alpen das Bulgarische Reich, das sich weiter entlang der Schwarzmeerküste bis zur Mündung des Dnepr erstreckte. Anfang des Jahrhunderts war es mit dem byzantinischen Reich verbündet, geriet aber in der Folgezeit in kriegerische Auseinandersetzungen mit diesem. In den Jahren 750 bis 775 nutzten die Byzantiner das Abflauen der arabischen Angriffe, um große Teile des bulgarischen Reiches zu erobern. Das Ende byzantinischer Angriffe nach dem Tod des Kaisers, nutzten die Bulgaren, um wesentliche Teile ihres Reiches zurückzuerobern. Während des Jahrhunderts begann ein Prozess, in dem sich die bulgarische Führungsschicht an die slawische Mehrheit assimilierte.
Das Reich der Chasaren lag nördlich des Kaukasus und reichte von der Krim bis zum Norden des Kaspischen Meeres. Das chasarische Khanat, das mit Byzanz verbündet war, führte zahlreiche Kriege gegen das Kalifat mit wechselndem Erfolg. Nach der Übernahme des Kalifenamtes durch die Abbasiden wurde das Verhältnis friedlich. An der Spitze des Reiches standen ein Khagan und ein Bek, wobei letzterer alle militärischen und Verwaltungsaufgaben wahrnahm. Zumindest die Elite nahm im 8. Jahrhundert die jüdische Religion an. Für die Chasaren, die an einer geografisch wichtigen Stelle für den Welthandel lagen, war dieser von zentraler wirtschaftlicher Bedeutung.

### Religion, Kultur und Bildung in Europa
Zu Beginn des 8. Jahrhunderts war in Gallien, auf den Iberischen und Italienischen Halbinseln, sowie auf den irischen und britischen Inseln das Christentum etabliert. Gefördert von den Karolingern breitete sich das Christentum durch die angelsächsische Mission in den fränkischen Gebieten nördlich und östlich des Rheins aus. Beruhte die Bekehrung im Wesentlichen auf Freiwilligkeit, kam es während der Sachsenkriege Karls des Großen zu zahlreichen Zwangstaufen im Zuge der Etablierung der Herrschaft der Franken. Mit der Konversion großer Gruppen von Langobarden zum katholischen Bekenntnis, war dieses das vorherrschende Bekenntnis Europas. Nach der muslimischen Eroberung der iberischen Halbinsel, durfte die dort lebende Bevölkerung ihren christlichen Glauben beibehalten, doch konvertierten große Bevölkerungsteile im Süden der Halbinsel zum Islam. Die Konvertiten als auch der christliche Teil der ursprünglichen Bevölkerung übernahmen arabische Gebräuche und Sitten. Dennoch blieben die Christen eine klar abgegrenzte Gruppe.
In diesem Jahrhundert wandte sich der Papst von Byzanz als Schutzmacht ab und dem Frankenreich als Schutzmacht zu. Dieses und die Kaiserkrönung Karls des Großen durch den Papst führten zu einer weiteren Entfremdung zwischen römischer Kirche und griechisch-orthodoxer Kirche. Auf religiösem Gebiet konnte jedoch der Streit um die Rechtmäßigkeit der Verehrung religiöser Bilder im zweiten Konzil von Nicäa nochmals beigelegt werden.

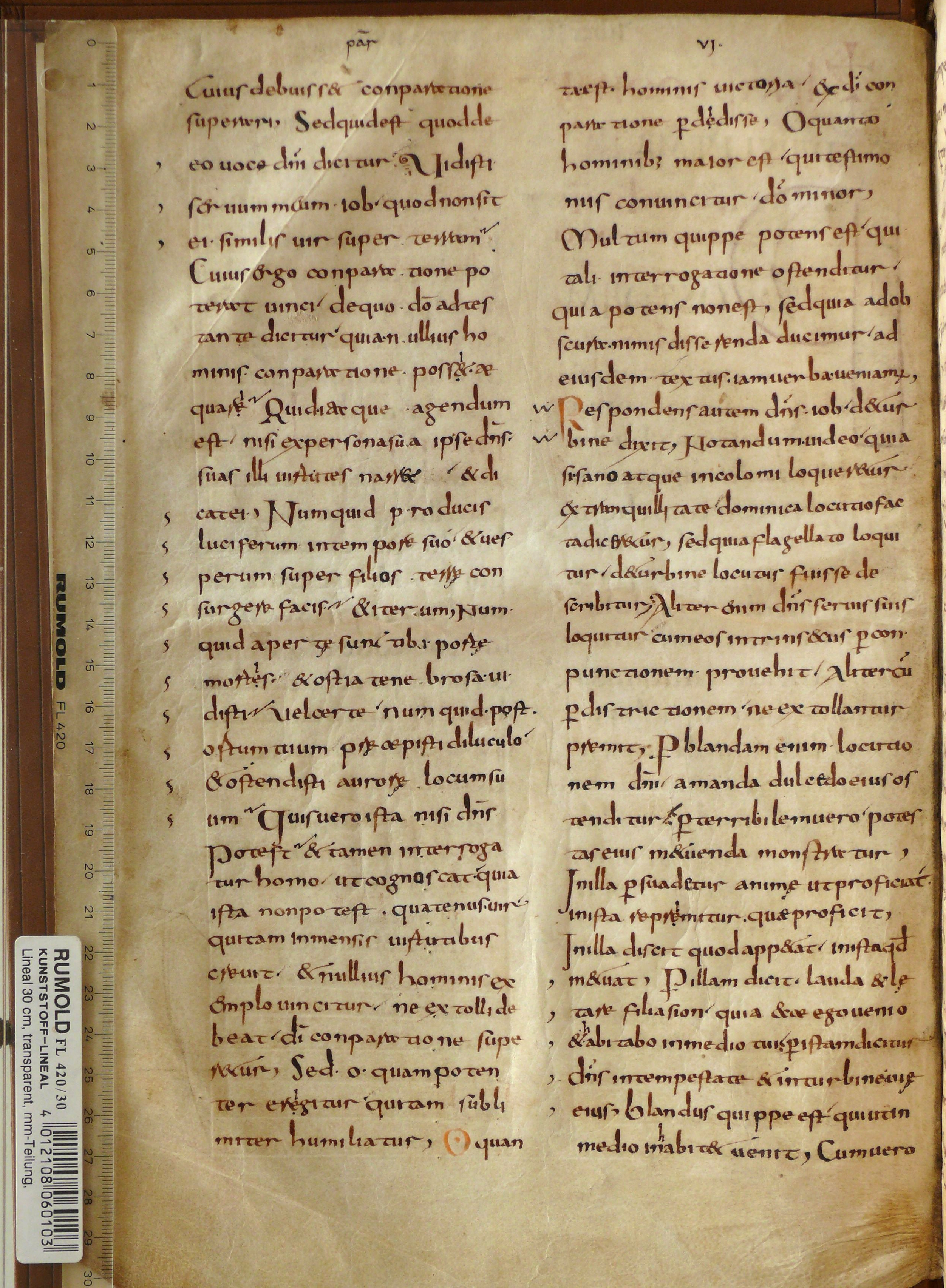
Älteste datierbare Handschrift in karolingischer Minuskel

Insbesondere die fränkischen Könige begründeten ihr Königtum religiös. Sie verstärkten die Einbindung der Kirche in ihre Herrschaftsausübung. Bischöfe und Äbte hatten neben den religiösen auch weltliche Funktionen, was unter Karl dem Großen auch die Kriegsführung einschloss. Vor dem Hintergrund nahmen sie nicht nur maßgeblichen Einfluss auf die Besetzung der Kirchenämter, sondern auch auf die Entscheidung religiöser Fragen. Klöster spielten sowohl im politischen als auch religiösen Bereich eine tragende Rolle. Neu gegründete Klöster, wie das Kloster Fulda, waren Ausgangspunkte für die Missionsarbeit östlich des Rheins. Die angelsächsischen Missionare propagierten die Ordensregel des Benedikt von Nursia, die im Laufe des Jahrhunderts zunehmend Grundlage für das Leben in den Klöstern wurde.
Das Frankenreich prägte über die erste Hälfte des Jahrhunderts hinaus ein geringer Bildungsstand der Bevölkerung einschließlich der Eliten. Dem setzte Karl der Große am Ende des Jahrhunderts die Karolingische Renaissance, auch Bildungsreform genannt, entgegen. Akteure der Reform waren zum einen bedeutende Gelehrte, die er an den Hof einlud, zum anderen die Klöster. Unter dem Motto „correctio“, Korrektur, fand eine Überarbeitung und Vereinheitlichung der politischen und religiösen Regeln im Frankenreich statt. So wurden liturgische Texte und der Bibeltext redigiert. Ferner wurde die lateinische Sprache als Verkehrssprache im Frankenreich eingeführt und eine einheitliche Schriftart, die karolingische Minuskel, entwickelt. Die Bildung und der Wissenstransfer wurde vor allem Klöstern aber auch Bistümern übertragen. In den Klöstern wurden zahlreiche Schriften der Antike kopiert und getauscht. Es wurden Dom- und Klosterschulen eingerichtet, wo sowohl künftige Kleriker als auch Laien unterrichtet wurden. Die karolingische Bildungsreform beförderte einen kulturellen Austausch zwischen den europäischen Regionen. Als herausragendes Bauobjekt wurde in den letzten Jahren des Jahrhunderts die Pfalzkapelle begonnen, bei deren Bau Anleihen von byzantinischen Bauten in Italien genommen wurden.
In Britannien und Irland wurde zu Beginn des Jahrhunderts die Entwicklung einer vorwiegend religiösen Schriftkultur fortgesetzt. Träger waren besonders die Klöster, in die Evangelien der insularen Buchmalerei geschrieben und gemalt wurden. Besonders bekannter Vertreter klösterlichen Gelehrsamkeit war Beda Venerabilis.

## Byzanz und die muslimische Welt

### Byzantinisches Reich

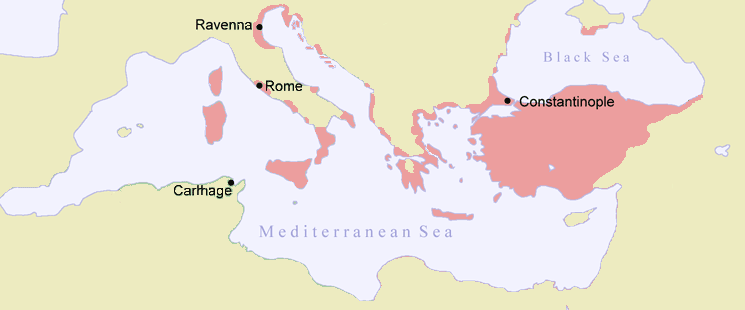
Byzantinisches Reich im Jahre 717

Nach dem Verlust von zwei Dritteln seines Territoriums im 7. Jahrhundert erstreckte sich das byzantinische Reich in diesem Jahrhundert auf Kleinasien, Teile der Italienischen Halbinsel, Teile der Südausläufer des Balkans und mehrere Mittelmeerinseln. In der ersten Jahrhunderthälfte griffen die Araber das Reich durch wiederkehrende Angriffe in Kleinasien an. Nach der erfolgreichen Abwehr ihrer Belagerung Konstantinopels in den Jahren 717/18 konnte sich Byzanz jedoch zunehmend besser verteidigen. Während des Abwehrkampfes von Konstantinopel vernichteten die Byzantiner die arabische Flotte weitgehend und brachen damit die arabische Seeherrschaft auf dem Mittelmeer. Der Bürgerkrieg um das Kalifat ermöglichte Byzanz in den Jahren 750 bis 775 große Gebiete, die es im vorherigen Jahrhundert an die Bulgaren verloren hatte, von diesen zurückzuerobern. Aufgrund erneuter Angriffe des Kalifats stellte es die Eroberungen ein und verlor in den 790er Jahren einen Teil der zurückeroberten Gebiete auf dem Balkan wieder an die Bulgaren.
Die Gesellschaft spiegelte die ständigen Angriffe und Kriegszüge, indem sie sich im Wesentlichen an militärischen Belangen orientierte. Der im 7. Jahrhundert begonnene Ausbau der Gliederung des Reiches nach Militärbezirken, den Themen, in denen die Militärführer auch zivile Aufgaben wahrnahmen, wurde fortgesetzt. Einem bedeutenden Teil der Soldaten gehörte gleichzeitig Landbesitz. Vom 726 bis in die 780er Jahre beherrschte eine religiöse Auseinandersetzung über den richtigen Gebrauch und die Verehrung von religiösen Ikonen, byzantinischer Bilderstreit. Die religiöse Streitfrage, die auch in anderen Teilen der Christenheit diskutiert wurde, wurde im Byzanz zu einer innenpolitischen Auseinandersetzung.

### Islamische Expansion und Kalifenreich

Die islamische Expansion:
Ausbreitung unter dem Propheten Mohammed, 622–632
Ausbreitung unter den vier „rechtgeleiteten Kalifen“, 632–661
Ausbreitung unter den Umayyaden, 661–750

Seit Mitte des 7. Jahrhunderts wurde das Kalifenreich von Kalifen der Umayyaden-Dynastie regiert. Die Fortführung der islamischen Expansion brachte den größten Teil der iberischen Halbinsel, Transoxanien und das Indusgebiet unter ihre Kontrolle. Diese Eroberungen trugen dazu bei, dass Kalif Hischam (724–742) über das flächenmäßig größte Reich herrschte, das es bis dahin auf der Welt gab. Nach den Erfolgen mehrten sich die militärischen Niederlagen an mehreren Fronten. Der starken Belastung der Staatskasse, die durch diese militärischen Aktivitäten verursacht wurde, begegneten die Kalifen mit deutlichen Steuererhöhungen.
Innenpolitisch stützten sich die Umayyaden auf wechselnde Mehrheiten arabischer Clans, schafften es jedoch nicht, der insbesondere ab den 740er Jahren aufkommenden Unzufriedenheit darüber, wie die Beute aus den Eroberungen und das Steueraufkommen verteilt wurden, zu begegnen. Die Unzufriedenen stellten im Jahre 747 eine vorwiegend arabische Rebellenarmee auf, die im Jahr 750 die Umayyaden stürzte. Die Rebellion wurde von zahlreichen Muslimen unterstützt, die die Legitimität der Umayyaden anzweifelten, da sie nicht von Mitgliedern der Familie Mohammeds abstammten. Ferner spielten persische Konvertiten, Mawālī, die sich von den Machthabern gegenüber den arabischen Muslimen zurückgesetzt fühlten, eine große Rolle beim Sturz der Dynastie. An die Spitze der Rebellion stellte sich die arabische Familie der Abbasiden, die als Nachkommen eines Onkels Mohameds nach Ansicht der Rebellen eine größere Legitimität hatten. Mit der Machtübernahme der Abbasiden stoppte die islamische Expansion. Durch einen Sieg in der Schlacht am Talas gegen die Chinesen wurde im Jahr 751 die arabische Vormachtstellung in Zentralasien abgesichert. In der folgenden Zeit regionalisierte sich die islamische Herrschaft. Diesen Prozess leitete Abd ar-Rahman I. ein, einer der wenigen Umayyaden, der das Blutbad, das die Abbasiden unter seiner Dynastie anrichteten, überlebte. Er entzog kurz nach deren Machtübernahme die iberische Halbinsel der politischen Kontrolle der Abbasiden und errichtete dort das Emirat von Córdoba. Zum Ende des Jahrhunderts verloren dann die Abbasiden die Kontrolle über den Maghreb an eine lokale Dynastie.
Kennzeichnend für das 8. Jahrhundert war eine zunehmend konkrete Ausgestaltung islamischer Herrschaft. Der Prozess der Arabisierung und der Islamisierung der Gesellschaft entfalteten zunehmend ihre Wirkung. Anfang des Jahrhunderts führten die Übertritte nicht arabischer Bürger des Kalifenreiches zum Islam zu einem Rückgang der Einnahmen aus der Grundsteuer und der Kopfsteuer, Dschizya, von denen alle Muslime befreit waren. Dem begegneten die Kalifen zumindest im Irak, indem sie die Grundsteuer unabhängig von der Religionszugehörigkeit erhoben. Da die Konvertiten wie alle Muslime statt der Kopfsteuer eine Abgabe, Zakāt, entrichten mussten, wurden die fiskalischen Hindernisse einer zunehmenden Islamisierung ausgeräumt. Die Islamisierung erfolgte regional unterschiedlich, so waren die persischen Eliten schnell zum Islam übergetreten, während in Ägypten die Islamisierung sehr verhalten erfolgte. Insgesamt waren große Teile der Bevölkerung des Kalifenreiches im 8. Jahrhundert Nicht-Muslime. Die Arabisierung war mit der Islamisierung nicht identisch. Mit der Einführung als Verwaltungssprache zum Ende des 7. Jahrhunderts wurde die arabische Sprache zur allgemeinen Verkehrssprache im Kalifenreich sowie zur Sprache der Wissenschaft. So war Arabisch zunächst die Sprache der gebildeten Eliten, einzig in Persien konnte sich das Arabische dauerhaft nicht durchsetzen.

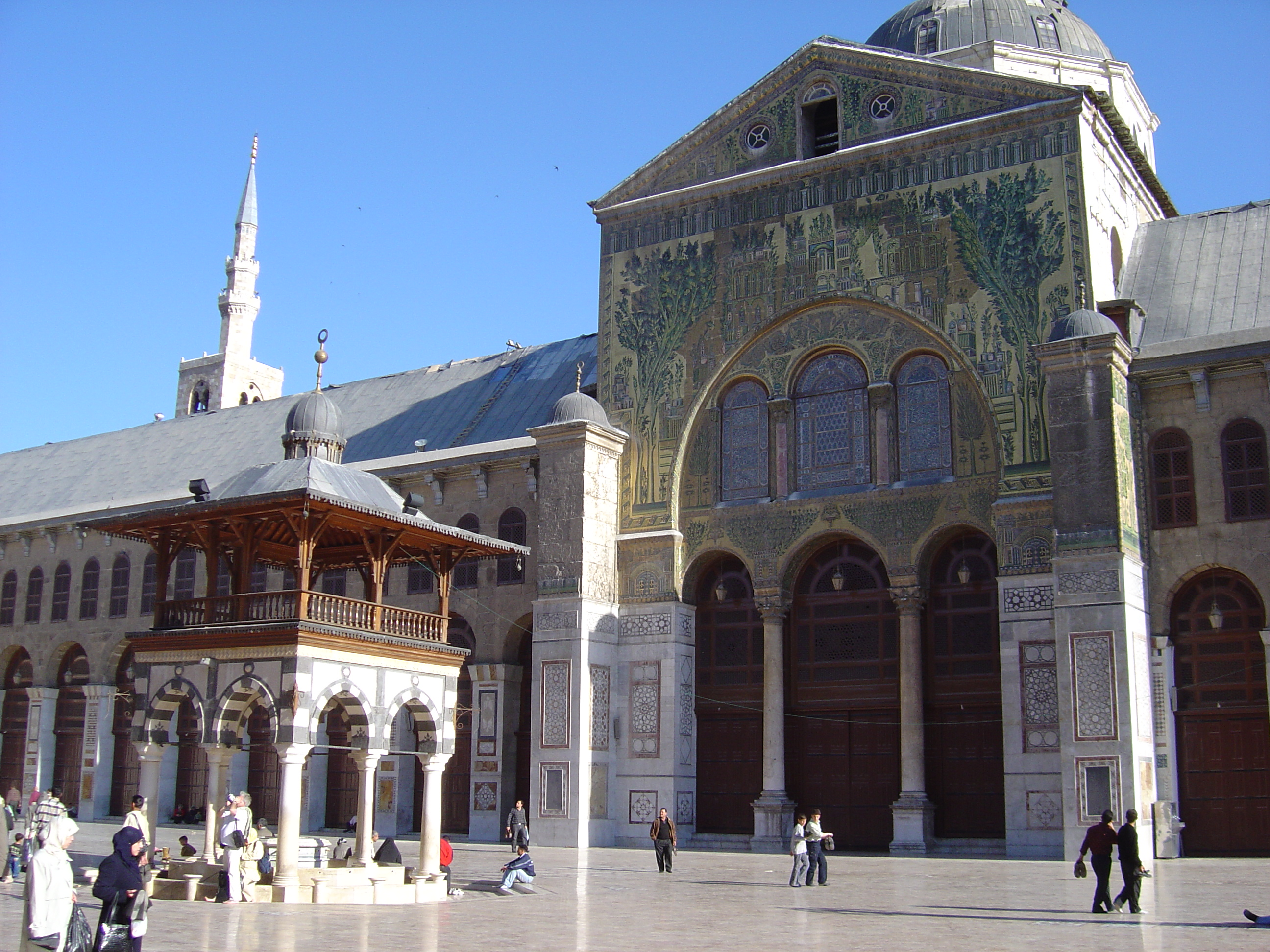
Umayyaden-Moschee in Damaskus

Die Herrschaft der Umayyaden baute auf wechselnde arabische Clans und Gruppen. Die höchsten Posten wurden fast nur an Mitglieder arabischer Abstammung vergeben. Um den Kontakt zur arabisch beduinischen Kultur zu pflegen, bauten die Kalifen Wüstenschlösser in die syrische Wüste. Dennoch wohnte die überwiegende Zahl der arabischen Auswanderer in den Städten des Reiches. Hier errichteten die Umayyaden große Bauten, wie die Umayyaden-Moschee in Damaskus, die die neue islamische Kultur repräsentieren sollten.
Mit dem Machtwechsel zu den Abbasiden wandelte sich dieses „arabische Reich“ zu einem „islamischen Reich“. Diese Kalifendynastie strebte eine Gleichbehandlung der Muslime arabischer und nicht-arabischer Herkunft an. War Syrien die Machtbasis der Umayyaden, lag die Machtbasis der Abbasiden vornehmlich auf dem Gebiet des ehemaligen persischen Sassanidenreichs. Zunächst errichteten die neuen Kalifen einen Palast und eine Moschee nahe der Ortschaft Bagdad. Um den Palast siedelten sie kreisförmig Behörden und Armee an. Schnell bildeten sich an den Rändern der Stadt Märkte und Vorstädte, sodass Bagdad zum Ende des Jahrhunderts eine der größten Städte der Welt war. Mit den Abbasiden wies das Hofzeremoniell der Kalifen erstmals große Ähnlichkeiten mit dem der persischen Könige auf. Die Reichsverwaltung legten sie in die Hände eines Wesirs, ein Amt von großer Macht, das über einen langen Zeitraum in der Hand der persischen Familie der Barmarkiden lag. Wie dieses Amt wurden viele Ämter des zentralistisch geführten Reiches von Persen bekleidet.
Es folgte ein starker wirtschaftlicher Aufschwung. Begünstigt durch das Arabische als Verkehrssprache entwickelte sich ein ausgedehntes, muslimisches Händlernetz im Kalifat und über seine Grenzen hinaus. Auch über dieses Händlernetz erlangten die Kalifen Wissen aus den Nachbarstaaten, das sie zusammentragen ließen. Zum Ende des Jahrhunderts begannen sie, bedeutende griechische Schriften der Antike ins Arabische übersetzen zu lassen. Die griechischen Schriften und das zusammengetragene Wissen bildeten in den folgenden Jahrhunderten die Basis für die islamische Wissenschaft und Kultur. Ein bedeutender Universalgelehrter war Dschābir ibn Hayyān, der grundlegende Werke zur Chemie schrieb. In diesem Jahrhundert entstanden die meisten für die Auslegung des islamischen Rechts, Scharia, bis heute bedeutenden Rechtsschulen. Ferner wurde das Leben Mohammeds zum ersten Mal aufgeschrieben und ein Werk über vorislamische Kulte Arabiens verfasst.

## Afrika
Am Horn von Afrika brach die königliche Zentralgewalt im aksumitischen Reich zusammen. Die Araber errangen die Seeherrschaft im Roten Meer und eroberten große Gebiete des heutigen Eritreas, Dschibutis und Somalias. Damit schnitten sie Aksum den Zugang zum Meer ab. Im äthiopischen Hochland blieb jedoch die christliche Kultur erhalten und vom Islam unabhängig. Die äthiopisch-orthodoxe Kirche spielte in den nächsten Jahrhunderten eine bedeutende Rolle durch den Schutz für die Bauern. Ferner übernahm sie die Erhaltung der Schriften, die in die lokale Sprache übersetzt wurden. Die Bildung der Aristokraten erfolgte in Klöstern. Die Kirche hielt auch Verbindungen zu den Christen Ägyptens und Nubiens aufrecht.
Die im vorherigen Jahrhundert begonnene Vereinigung der nubischen Reiche Nobatia und Makuria wurde abgeschlossen. Das nun Makuria genannte Reich genoss aufgrund eines Friedensvertrags mit dem muslimisch beherrschten Ägypten seine Unabhängigkeit. Als Tribut mussten jedoch jährlich Sklaven an Ägypten übergeben werden. Am Ende des Jahrhunderts erlebten die nubischen Reiche Makuria und Alwa einen wirtschaftlichen Aufschwung, der sich in der Entwicklung der Städte widerspiegelte.
Die ostafrikanische Küste war in diesem und im folgenden Jahrhundert Ziel arabischer Einwanderer, die in diesem Jahrhundert bis nach Sansibar kamen. An der Küste entstanden die Swahili-Handelsstädte die vom Islam geprägt waren. Die Städte wurden neben den eingewanderten Arabern hauptsächlich von Afrikanern der Bantu-Völkergruppe bewohnt. Die Handelskontakte dieser Städte reichten über den gesamten Indischen Ozean, aber auch ins afrikanische Hinterland.

## Asien

Indischer Subkontinent im 8./9. Jahrhundert

### Indischer Subkontinent
Den indischen Subkontinent teilten sich mehrere Regionalreiche. Ab der Jahrhundertmitte bauten die Dynastien der Pala im nordöstlichen Bengalen, der Pratihara im Nordwesten und die der Rashtrakuta auf dem Dekkan-Plateau im Westen des Subkontinents größere konkurrierende Reiche auf. Diese führten in den folgenden Jahrhunderten untereinander Kriege um die Vorherrschaft im Norden Indiens. Durch mehrere Schlachten konnten die Pratihara die Expansion des Kalifenreiches in die östlich des Indus gelegenen Gebiete vereiteln. Die Rashtrakuta-Dynastie löste durch militärische Siege die Chalukya-Dynastie als Herrscher des Dekkan-Plateau ab. Auch wenn die Pala-Könige den Buddhismus in ihrem Herrschaftsgebiet förderten, so verlor er im Rest des Subkontinents zugunsten des Hinduismus zunehmend an Anhängern und Bedeutung. Die meisten Herrscher nutzten den Hinduismus zur Legitimierung ihrer Herrschaft. Die Gesellschaft war in Gruppen, die Kasten, gegliedert, wobei Einwanderer flexibel in das Kastensystem eingeordnet wurden. Die Zugehörigkeit zu einer Kaste, die durch Geburt erworben wurde, bestimmte religiöse und gesellschaftlichen Pflichten und Rechte.
Ab dem 8. Jahrhundert wurden auch größere Gebiete außerhalb der Flusstäler durch Bewässerungsfeldbau für die intensive landwirtschaftliche Nutzung erschlossen.

### China

China im Jahre 742

#### Politische Entwicklung
Nach der Entmachtung der Kaiserin Wu Zhao im Jahr 705 kam die Tang-Dynastie, die die chinesischen Kaiser bis zum Jahr 907 stellte, wieder an die Macht. Während der Regentschaft von Kaiser Xuanzong in den Jahren 712 bis 756 erlebte China eine innenpolitisch stabile und friedliche Zeit, wirtschaftlicher Prosperität und kultureller Blüte, die oft auch goldenes Zeitalter genannt wird. Im Gegensatz dazu war das Reich an seinen Grenzen in häufige militärische Auseinandersetzungen verwickelt. Im Norden und Nordosten griffen die Kitan und das zweite türkische Reich regelmäßig an, im Südosten gab es Auseinandersetzungen mit den Tibetern. Im Nordwesten expandierte China entlang der Seidenstraße und erlangte Einfluss auf Zentralasien. Nach der Niederlage in der Schlacht am Talas gegen das muslimische Kalifat verlor China jedoch seinen Einfluss auf Zentralasien wieder. Um die militärischen Herausforderungen zu bewältigen, wurde die Armee von Milizsoldaten, die ihre eigenen Felder bestellten, auf eine Armee aus Berufssoldaten umgestellt. Die Grenztruppen wurden Militärgouverneuren, den Jiedushi, unterstellt. Diese gewannen im Laufe der Zeit immer mehr Macht, wodurch sich Spannungen zwischen ihnen und der Zentrale aufbauten. Diese mündeten im Jahr 755 in einem vom Militärgouverneur An Lushan geführten Aufstand. Zwar konnte der Kaiser den Aufstand mit Hilfe der benachbarten Turkstämme, der Uiguren und der Tibeter, niederschlagen, doch die bürgerkriegsartigen Auseinandersetzungen richteten erhebliche Zerstörungen in den Hauptstädten Luoyang und Chang’an sowie in großen Teilen des Landes an. Der Aufstand des An Lushan schwächte die Macht der nachfolgenden Tang-Kaiser erheblich zugunsten der Militärgouverneure, die in ihren Machtbereichen mit einem hohen Grad an Autonomie herrschten. Von der Schwäche der Kaiser profitierten auch die Nachbarreiche. Die Tibeter plünderten in den folgenden Jahren mehrmals Chang’an und verwüsteten große Gebiete in China. Im Jahr 791 eroberten sie das Tarimbecken und die darin liegenden Abschnitte der Seidenstraße. China verlor dadurch seinen direkten Zugang nach Zentralasien.

#### Gesellschaft, Wirtschaft, Staat und Kultur
Zu Beginn des Jahrhunderts konzentrierte sich die Bevölkerung entlang der fruchtbaren Ufer des Gelben Flusses, wobei ein kleiner Teil in Städten wohnte, die weit größer waren als die Europas zu dieser Zeit. Betrug die Bevölkerung in der ersten Jahrhunderthälfte rund 50 Mio. Menschen, so verursachten die mit den Unruhen in der Mitte des Jahrhunderts verbundenen Plünderungen und Zerstörungen eine Verringerung der Bevölkerung. Ferner begann eine bis zum 12. Jahrhundert anhaltende Migration vom Norden Chinas in den Süden. Über die Jahrhunderte kam es dort zu einer massiven Ausweitung der Nutzung landwirtschaftlicher Flächen und die Wirtschaft des Südens expandierte.

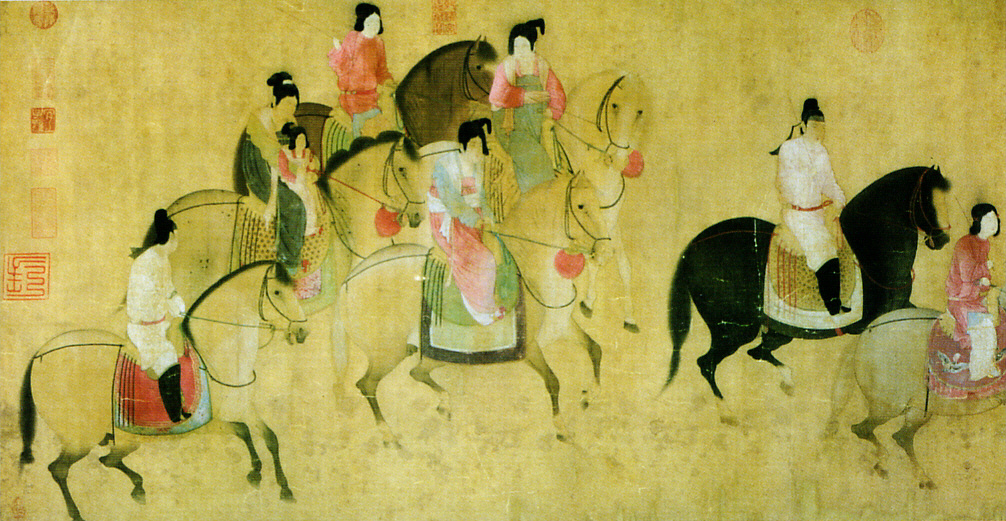
Hofdamen des Tang-Kaiserhofes, Kopie eines Bildes von Zhang Xuan

In der ersten Jahrhunderthälfte florierte in allen Teilen Chinas die Wirtschaft. Güter wurden in großen Mengen aus zahlreichen Gebieten Asiens ein- und ausgeführt. Dies erfolgte hauptsächlich über die Seidenstraßen. Guangzhou, das heutige Kanton, war der wichtigste Hafen des Landes. Hier legten Schiffe aus Südostasien, Ceylon, Indien, Persien und Arabien an. Durch ansässige Kaufleute aus diesen Ländern war die Stadt multikulturell ausgerichtet. In der zweiten Jahrhunderthälfte wurden die chinesischen Handelsrouten zu den benachbarten Völkern durch die Eroberungen der Tibeter und durch Unruhen in China unterbrochen oder stark gestört.
Zu Beginn des Jahrhunderts war das Land aufgrund des im vorherigen Jahrhundert eingeführten Systems der „gleichmäßigen Landverteilung“ relativ gleichmäßig unter der Landbevölkerung verteilt. Diese pachtete das Land vom Kaiserhaus. Nach dem Aufstand von An Lushan entstanden im zunehmenden Maße privater Grundbesitz und große Landgüter, auf denen abhängige Bauern, teilweise als Schuldsklaven, arbeiteten.
Die Finanzierung des Staates erfolgte zunächst allein über ein Steuersystem. Vor dem Aufstand von An Lushan erzielte der Staat seine Einnahmen mittels einer Kopfsteuer, die auf dem System der gleichen Landverteilung basierte. Sie wurde meistens in Naturalien und Dienstleistungen geleistet. Nach dem Aufstand war das Land wieder sehr ungleich verteilt. So wurde im Jahr 780 eine Steuer auf Vermögen und Land eingeführt, die in Geld errichtet werden musste. Dies förderte die Ausweitung der Geldwirtschaft in China.
Bis zur Mitte des Jahrhunderts wurde China stark zentralistisch regiert, wobei der Kaiser an der Spitze stand. Dieser übte seine Herrschaft mittels hierarchisch organisierter Beamten aus. Im 7. Jahrhundert auch im 8. Jahrhundert erhielten vorwiegend Menschen privilegierter Herkunft den Beamtenstatus meist auch ohne Zugangsprüfungen aufgrund von Empfehlungen. Hohe Beamtenstellungen wurden von Adeligen bekleidet. Dennoch büßten während und nach der Herrschaft Wu Zhao einige der alten Adelsfamilien ihre Stellung ein. Zunehmend nahmen Beamte, die ihren Status über Zugangsprüfungen bekamen, bedeutende Stellungen bei Hof ein. Nach dem Aufstand von An Lushan nahm das Prüfungssystem weiter zu. Zentrale Bildungsinstitutionen, wie Akademien und Hochschulen, professionalisierten das Bildungswesen und gewannen an Einfluss.
In der ersten Jahrhunderthälfte entfaltete sich in den Städten ein umfangreiches Kunstleben, das vom Kaiserhaus gefördert wurde. Dichter, wie Li Bai, Du Fu und Wang Wei, und Maler, wie Zhang Xuan und Zhou Fang, erschufen weit über die Epoche hinaus beachtete Werke. Sie stellen die Verlorenheit des Individuums in der Welt dar. Nach dem An Lushan Aufstand diskutierten die Literaten zunehmend kritischer. Sie setzten sich kritisch mit politischer Ökonomie und dem Konfuzianismus auseinander. Eine rationale Weltanschauung gewann an Bedeutung. Insgesamt wurde in China in diesem Jahrhundert eine große Zahl literarischer Werke erstellt. Die Maler malten neben religiösen Bildern bevorzugt die Damen des Hofes.
Der Daoismus und der Buddhismus der Chan-Schule waren die vorherrschenden Religionen in China. Beide wurden von den Kaisern gefördert, aber auch reglementiert, um ihre Macht zu begrenzen. Neben diesen war der Konfuzianismus für Gesellschaft und Staat ein führendes Leitbild. Obgleich der Konfuzianismus eher eine philosophische und politische Lehre war, wurden Konfuzius und seinen Schülern Tempel errichtet, in denen sie rituell verehrt wurden.

### Zentral-, Ost- und Südostasien

#### Japan
In Japan begann mit der Verlegung der Hauptstadt nach Heijō-kyō (heute Nara), die Nara-Zeit. Die Hauptstadt war mit ungefähr 200.000 Bewohnern die bevölkerungsreichste Stadt des sonst ländlichen Japans. Das herrschende Rechtssystem Ritsuryō verlieh dem Tennō zentrale Macht, die er mit Hilfe von ihm abhängiger Beamter ausübte. Die Oberschicht orientierte sich auf den meisten Gebieten am China der Tang-Dynastie. Stadtplanung, Mode, Recht und Schrift orientierten sich am chinesischen Vorbild. Nara wurde zu dieser Zeit an die Seidenstraße angeschlossen. Geschichtswerke entstanden, zahlreiche in den vergangenen Jahrhunderten entstandene Gedichte wurden in der Sammlung Man’yōshū kompiliert und erste Vorläufer der Manga entstanden. Mitte des Jahrhunderts förderte der Tenno die Missionierung seiner Untertanen zum Buddhismus, den er mit dem Shintōismus, der traditionellen Religion der bäuerlichen Bevölkerung, verband. Hohe Steuerlasten und Abwesenheiten für den Wehrdienst schwächten die Bauern, so dass die Versorgung der Hauptstadt zur Jahrhundertmitte gefährdet war. Die Versorgung wurde verbessert, in dem die Möglichkeiten, Land als Privatbesitz zu erwerben, erweitert wurden. Die zunehmende Aneignung von Land durch Provinzadelige führte in den folgenden Jahrhunderten zu einer Schwächung der Tenno. Gegen Ende des Jahrhunderts war dem Kaiser die Macht der buddhistischen Klöster in Nara zu groß geworden und er zog nach Heian-kyō, dem heutigen Kyōto, das bis ins 19. Jahrhundert japanische Hauptstadt und Sitz des kaiserlichen Hofes bleiben sollte.

#### Übrige Reiche
In den Steppen nördlich von China etablierte sich das im vorherigen Jahrhundert gegründete zweite türkische Reich. Zur Jahrhundertmitte führten innenpolitische Auseinandersetzungen in diesem Nomadenreich zu dessen Schwächung. Dies nutzten die Uighuren, eroberten das Reich und errichteten nördlich von Tibet und China ihr Großreich.

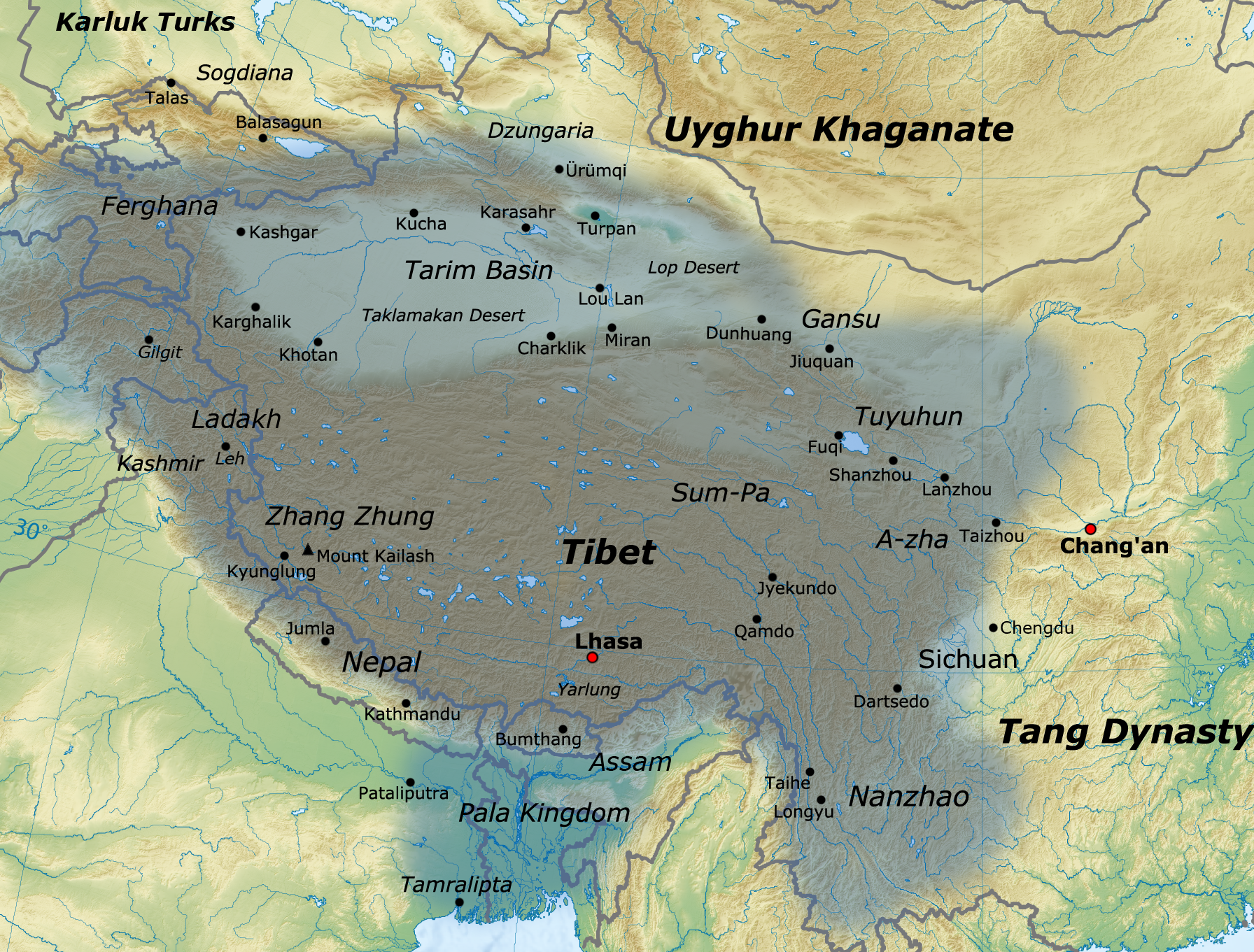
Größte Ausdehnung des Einflussbereiches des Königreich Tibet in den 780er und 790er Jahren

Das Königreich Tibet war im 8. Jahrhundert eine bedeutende Regionalmacht, die mit China in Rivalität stand. Häufige militärische Auseinandersetzungen waren die Folge. Zum Ende des Jahrhunderts nutzte es die Schwäche Chinas und gewann die Kontrolle über die Abschnitte der Seidenstraße im Tarimbecken. Mitte des Jahrhunderts kam der indische Mahayana- und Vajrayana-Buddhismus nach Tibet und die Nyingma-Schule des tibetischen Buddhismus entstand. Diese Richtungen des Buddhismus hatten Ähnlichkeiten mit der im tibetischen Volk verbreiteten Bo-Religion. So gelang es Mönchen dieser Schule, gefördert vom tibetischen Königshaus, den Buddhismus, der schon im vorherigen Jahrhundert die vorherrschende Religion der Hauptstadt geworden war, auch im Volk zu etablieren. Mitte des Jahrhunderts entstand südöstlich von Tibet das Königreich Nanzhao.
Das Reich Balhae erstreckte sich über die südliche Mandschurei und den Norden der koreanischen Halbinsel. Den wesentlichen Teil der Halbinsel beanspruchte das Reich Silla. Die Gesellschaft dieses Reiches war in Stände gegliedert, an deren Spitze ein König stand, dessen Amt erblich war. Das Verwaltungssystem orientierte sich am chinesischen Vorbild, wobei der Zugang zu den Beamtenstellen vom Adelsrang, der sogenannten Knochen-Klasse abhängig war. Die Könige setzten ihre im vorherigen Jahrhundert begonnenen Versuche fort, die Macht des Hochadels zugunsten ihrer Macht zu schwächen. Nach einer Reihe von Verschwörungen der alten Adelsclans wurde im Jahr 780 König Hyegong getötet. Der ihm folgende König Sondok gab den Adeligen die Rechte zurück, die ihnen seit dem Jahr 689 genommen wurden. Die zentrale Religion in Korea war der Buddhismus. Über buddhistische Lehren gab es einen intensiven Austausch mit China und Japan.
In Südostasien führte das Königreich Srivijaya, das buddhistisch geprägt war, seine im 7. Jahrhundert begonnene Expansion fort. Durch Kriege und Handel dehnte es seinen Einflussbereich auf den Süden der Malaiischen Halbinsel und Teile Javas aus. Die Ausdehnung ging mit einer zunehmenden Seemacht über die angrenzenden Seegebiete einher. Dazu gehörte auch die Straße von Malakka, die Teil der maritimen Seidenstraße war. In der zweiten Jahrhunderthälfte wurden jedoch bedeutende Teile Javas von der Sailendra-Dynastie, die zum Buddhismus übergetreten war, beherrscht. Es wird geschätzt, dass sie zum Ende des Jahrhunderts begannen, die bedeutende buddhistische Tempelanlage Borobudur erstellen zu lassen.

## Amerika
In Mittelamerika war das Reich der Maya in seiner späten klassischen Epoche, bevor im 9. Jahrhundert sein Niedergang begann. Im Westen Südamerikas stand die Tiahuanaco-Kultur, eine Prä-Inka-Kultur, in voller Blüte. Auch die nördlich von dieser gelegene Wari-Kultur setzte ihren Aufstieg fort. Für beide Anden-Kulturen spielten aufwendig hergestellte Textilien eine große Rolle.

## Ereignisse

### Europa
- 719: Bonifatius erhält von Papst Gregor den Auftrag zur Missionierung. Danach bekehrte er vor allem auf dem Gebiet des heutigen Deutschlands zahlreiche Menschen zum Christentum.

- 723: Bonifatius gründet die Stadt Geismar, heute ein Stadtteil von Fritzlar

- 732: In der Schlacht von Tours und Poitiers besiegt Karl Martell ein Heer der muslimischen Araber.
- 751: Absetzung des letzten merowingischen Königs durch Pippin schließt den Prozess der fortschreitenden Entmachtung der merowingischen Könige durch die karolingischen Hausmeier ab.
- 751: Die Eroberung Ravennas durch die Langobarden beendet die byzantinische Herrschaft in Mittelitalien.
- 764: Reichstag zu Worms (764) (Es ist die erste und damit älteste, die für Worms bezeugt ist)
- 774: Das Reich der Langobarden wird durch Karl den Großen erobert und in das fränkische Reich eingegliedert.
- 782: Das Blutgericht von Verden findet statt.
- 785: Der Friedensschluss zwischen Widukind und Karl dem Großen ist ein entscheidender Schritt zur Beendigung der Sachsenkriege.
- 793: Der Überfall auf das Kloster Lindisfarne markiert den Beginn der Wikingerzeit in Europa.
- 800: Der fränkische König Karl der Große wird in Rom von Papst Leo III. zum Kaiser gekrönt.

### Byzanz und die muslimische Welt
- 711: Das Invasionsheer der Araber und Berber siegte über die Westgoten in der Schlacht am Río Guadalete. Dieser Sieg war ein entscheidender Schritt zur Eroberung der Iberischen Halbinsel durch Araber und Berber.
- 711/712: Das Industal und Transoxanien wurden vom Kalifenreich erobert.
- 718: Die zweite Belagerung Konstantinopels scheiterte und endete mit der Vernichtung eines großen Teils der arabischen Flotte. Dadurch wurde die vollständige Eroberung des byzantinischen Reiches durch die Araber verhindert.
- 750: Nach ihrem Sieg in der Schlacht am Zab lösten die Abbasiden die Umayyaden als Kalifen ab.
- 789: Die Idrisiden begannen in Marokko ein eigenständiges Reich zu errichten.

### Asien
- 751: In der Schlacht am Talas siegte das Abbasiden-Kalifat über ein Heer des chinesischen Tang Kaisers. Damit verloren die Chinesen die Herrschaft über Zentralasien zugunsten muslimischer Herrscher.
- 755: Der Militärgouverneur An Lushan führte in China einen Aufstand an, dem eine Zeit innerer Unruhen folgte. Der Aufstand des An Lushan schwächte die Macht der nachfolgenden Tang-Kaiser erheblich.
- 782: Mit der „Revolte der Vier Prinzen“ verschwören sich vier Gouverneure und bilden im Norden Chinas halbautonome Gebiete, die etwa 150 Jahre bestehen.

## Persönlichkeiten

### Europa
- Karl Martell (Karl der Hammer) (* um 689; † 741) begründete endgültig die Herrschaft, der nach ihm benannten Karolinger-Dynastie über das Frankenreich.
- Karl der Große (* um 748; † 814) vergrößerte das Frankenreich, so dass er große Teile Europas beherrschte. Er begründete das Kaisertum des Mittelalters.
- Papst Stephan II. († 757) wählte als Schutzmacht des Papsttums das fränkische Reich anstelle von Byzanz.
- Beda Venerabilis (dt. Beda der Ehrwürdige) (* um 673; † 735), englischer Benediktinermönch, Theologe und Geschichtsschreiber
- Alkuin von York (* 732; † um 804), hatte als Leiter der Hofschule Karls des Großen[32] maßgeblichen Anteil an der Entwicklung der Ideen der karolingischen Renaissance.

### Byzanz und die muslimische Welt
- Konstantin V. (* 718; † 775), byzantinischer Kaiser
- Hischām ibn ʿAbd al-Malik (* 691; † 741) Kalif der Umayyaden
- Kalif Al-Mansūr (* 714; † 775) konsolidierte und festigte die Herrschaft der Abbasiden-Dynastie und gründete die Stadt Bagdad.

### Asien
- Kaiser Xuanzong (* 685; † 762), der Tang-Dynastie, führte China zu politischer, wirtschaftlicher und kultureller Blüte.
- Du Fu (* 712; † 770) war einer der bedeutendsten Dichter der chinesischen Tang-Dynastie.
- König Thrisong Detsen (* 742; † 796) förderte die Bekehrung des tibetischen Volkes zum Buddhismus und ließ buddhistische Texte ins Tibetische übertragen.